# Seiji Kishi
Seiji Kishi (岸 誠二?, Kishi Seiji; ...) è un regista e animatore giapponese di anime.

## Lavori

### Serie televisive anime
- Yugo: Koushounin (2004) - regista
- Ragnarok the Animation (2004) - regista, storyboard
- Izumo: Takeki tsurugi no senki (2005) - direttore artistico
- Magikano (2006) - regista, storyboard
- Galaxy Angel II (2006) - regista
- Seto no hanayome (2007) - regista
- Tentai Senshi Sunred (2008–2009) - regista
- Tentai Senshi Sunred 2 (2009–2010) - regista, storyboard
- Angel Beats! (2010) - regista, storyboard
- Shin Megami Tensei: Persona 4 (2011) - regista
- Danganronpa: The Animation (2013) - regista
- Yūki Yūna wa yūsha de aru (2014) - regista
- Assassination Classroom (2015) - regista, storyboard
- Ranpo kitan: Game of Laplace (2015) - regista
- Assassination Classroom 2 (2016) - regista
- Danganronpa 3: The End of Hope's Peak Academy (2016) - regista
- Tsuki ga kirei (2017) - regista
- Kengan Ashura (2018-in corso) - regista

### OVA
- Seto no hanayome (2008–2009) - regista